# Furta (statek wodny)

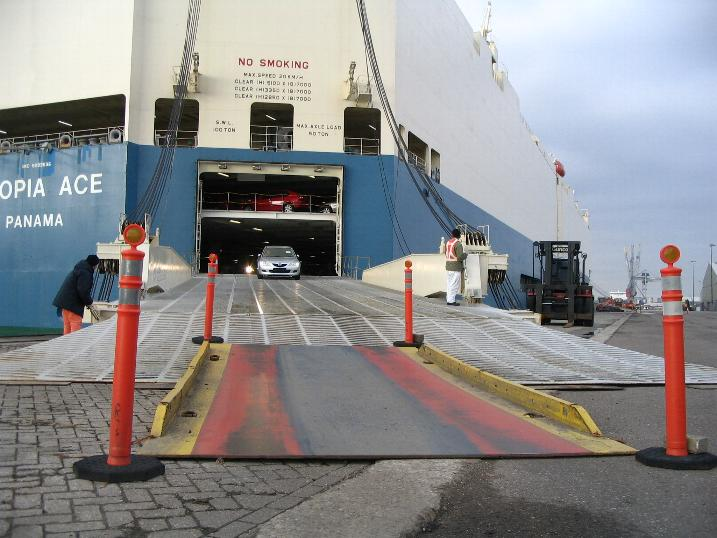
Furta rufowa wraz z rampą na samochodowcu

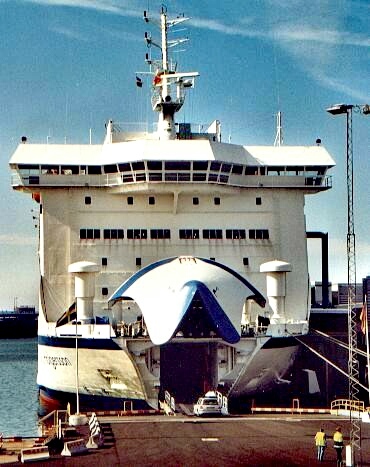
Otwarta furta dziobowa

Furta – wrota w kadłubie statku, znajdujące się przeważnie na wysokości nabrzeża, służące do załadunku towarów i pasażerów lub bunkru. W zależności od położenia w kadłubie statku nazywane są: furtą dziobową, rufową lub burtową.
Małe furty burtowe powierzchni kilku m² stosowane czasem na chłodniowcach, mają wymiary pozwalające na wstawienie taśmociągu. Statki Ro-Ro wyposażone są w furty o wysokości rzędu 4–8 m i szerokości nawet 30 m. Zamknięciem takich furt jest najczęściej rampa, która na czas przeładunku jest opuszczana (jak most zwodzony) i stanowi drogę dla przeładowywanych pojazdów. Furta dziobowa jest dodatkowo osłonięta podnoszonym dziobem statku.
Wprowadzenie technologii poziomego przeładunku Ro-Ro i furt na statkach spowodowało znaczne przyspieszenie prac przeładunkowych, a zatem skrócenie czasu postoju w portach. Jednak furty mają znaczną powierzchnię i umieszczone są blisko linii wodnej statku, a przeładunki typu Ro-Ro praktycznie uniemożliwiają podział kadłuba na przedziały wodoszczelne. Powoduje to istotne pogorszenie standardu wodoszczelności, niezatapialności i stateczności statku. Przypuszcza się, że uszkodzenie furty dziobowej było przyczyną zatonięcia promu Estonia w roku 1994 (852 ofiary śmiertelne). W 1987, zaniedbania procedur bezpieczeństwa (prom wypłynął z otwartą furtą) doprowadziły do katastrofy promu Herald of Free Enterprise koło Zeebrugge (193 ofiary).